# Kojrany
Kojrany – kolonia w Polsce, w województwie podlaskim, w powiecie białostockim, w gminie Juchnowiec Kościelny.
W latach 1975–1998 miejscowość należała administracyjnie do województwa białostockiego.